# Малево (Смолянська область)
Ма́лево (болг. Малево) — село в Смолянській області Болгарії. Входить до складу общини Чепеларе.

## Населення
За даними перепису населення 2011 року у селі проживала 151 особа, усі — болгари.
Розподіл населення за віком у 2011 році:
Динаміка населення: